# Michel Acosta
David Michel Acosta Márquez (Paysandú, 14 febbraio 1988) è un calciatore uruguaiano, centrocampista del Tacuarembó.

## Carriera

### Club
Ha giocato nella massima serie dei campionati uruguaiano, cipriota, venezuelano, boliviano, colombiano e peruviano.
In carriera ha giocato inoltre una partita in Coppa Libertadores e 4 partite in Coppa Sudamericana.

### Nazionale
Ha giocato nella nazionale uruguaiana Under-17.